# Skarga do sakiewki własnej
Skarga do sakiewki własnej (ang. The Complaint of Chaucer to his Purse) – wiersz Geoffreya Chaucera w formie ballady francuskiej, najbardziej znany krótki utwór poety.

## Forma
Wiersz został napisany w języku średnioangielskim. Utwór składa się z czterech strof, przy czym ostatnia to przesłanie (envoi). Trzy pierwsze zwrotki są siedmiowersowe i rymują się ababbcc (rhyme royal). Te same rymy powtarzają się w nich wszystkich. Natomiast przesłanie zawiera dwa inne współbrzmienia ccddc.

## Treść
Wiersz jest żartobliwą prośbą do pustej sakiewki, żeby zechciała być trochę cięższa, bo inaczej poeta marnie zginie. Przesłanie natomiast jest bezpośrednim zwrotem do króla, władcy Anglii z urodzenia i woli poddanych, by miał na uwadze finansowe potrzeby poety. Zwrot ten był  jak najbardziej uzasadniony, bo Chaucer był królewskim urzędnikiem opłacanym z budżetu państwa. Zasiadał w Parlamencie, piastował stanowiska inspektora ceł i sekretarza robót publicznych. Jak podaje Przemysław Mroczkowski, z ówczesnych, zachowanych do dzisiaj dokumentów wynika, że istotnie autor Opowieści kanterberyjskich miewał problemy finansowe.

## Przekład
Omawiany wiersz Chaucera przełożył, obok dwóch innych utworów poety, Stanisław Barańczak, zamieszczając go w swojej autorskiej antologii Od Chaucera do Larkina, opublikowanej przez krakowskie wydawnictwo Znak w 1993 roku. O pracy nad przekładem tłumacz pisał w tomie Ocalone w tłumaczeniu.